# Dendrobium stricticalcarum
Dendrobium stricticalcarum är en orkidéart som beskrevs av Wally Suarez och James Edward Cootes. Dendrobium stricticalcarum ingår i släktet Dendrobium, och familjen orkidéer.
Artens utbredningsområde är Filippinerna. Inga underarter finns listade i Catalogue of Life.